# Amphisbaena absaberi
Amphisbaena absaberi là một loài bò sát trong họ Amphisbaenidae. Loài này được Strussman & Carvalho mô tả khoa học đầu tiên năm 2001.